# Okroug municipal no 15

Okroug municipal № 15 est un okroug municipal sous la juridiction de Saint-Pétersbourg dans le district de Vyborg. 